# Steinreihe von Saint-Denec

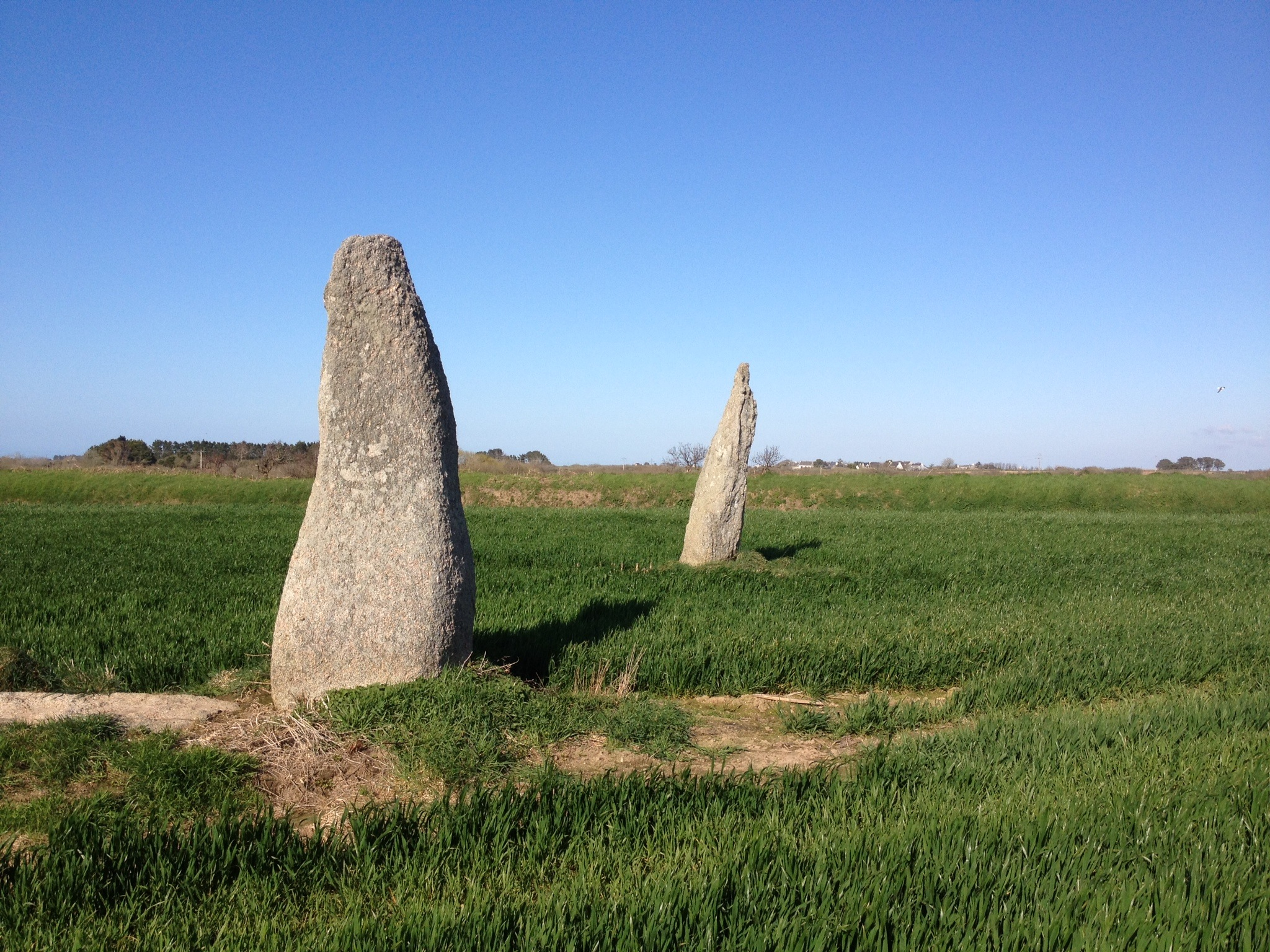
Die beiden stehenden Steine der Steinreihe

Die vier Menhire der Steinreihe von Saint-Denec (französisch Alignement de Saint-Denec) befinden sich nordwestlich des Weilers, südöstlich von Porspoder im Département Finistère in der Bretagne in Frankreich.
Zwei Steine stehen aufrecht, die anderen beiden liegen. Einer der liegenden Menhire weist Gravuren auf, zwei Äxte und ein paar Báculos.
Die beiden Steine sind etwa 2,95 Meter hoch, aber nicht geglättet wie die meisten anderen Menhire in der Region.
In der Nähe liegt die Steinreihe von Traonigou.